# 李德义
李德義是香港恒豐酒店、恒豐中心的主要股東，在香港、東京、倫敦、日內瓦等地擁有近300多個高檔酒店、商鋪、樓宇等物業，根據2017福布斯香港富豪榜李德義排名第25位。資產達29億美元，
但是他最近比較引人注目是兒子李建勤及媳婦曾昭穎的離婚案，
媳婦要求五十億多元港元贍養費，但最後法院判媳婦可得12億港元

## 資產
- 恒豐酒店
- 恒豐中心
- 英國Shaftesbury地產公司20%
- 英國朗豪地產（Langham Estate）
- 英國Mount Cook Land